# Unai Urruzuno
Unai Urruzuno Urresti (Ondárroa, Vizcaya, 27 de junio de 1972) es un político español de ideología independentista vasca, portavoz de la coalición Euskal Herria Bildu en el Parlamento Vasco entre 2014 y 2016.

## Biografía

### Política municipal
En 2007 Unai Urruzuno encabezó la candidatura de la izquierda abertzale representada por Acción Nacionalista Vasca (ANV) en la localidad vizcaína de Ondárroa en las elecciones municipales de ese año. Anteriormente no había tenido un perfil político destacado; solo ejerció como apoderado electoral del Partido Comunista de las Tierras Vascas en las elecciones al Parlamento Vasco de 2005.
Sin embargo la lista electoral de ANV fue una de las que resultaron ilegalizadas ese año porque, según el Tribunal Supremo y el Constitucional, se podía considerar que por su composición era una candidatura continuadora de la ilegalizada Batasuna. Debido a esto, ANV propugnó el voto nulo.
El Partido Nacionalista Vasco (PNV) ganó las elecciones a la alcaldía de Ondárroa, pero se enfrentó a un fuerte rechazo popular ya que en el cómputo final el número de votos nulos superó ampliamente al voto obtenido por el PNV y otras candidaturas. Teniendo en cuenta ese voto nulo ANV se autoproclamó ganador de las elecciones por mayoría absoluta y nombró a Urruzuno "alcalde legítimo" de Ondárroa. Asimismo, la izquierda abertzale realizó una campaña de presión para forzar a los ediles electos a que no tomaran posesión de sus cargos. Esta campaña tuvo éxito ya que solamente tomó posesión el único concejal del Partido Popular, Germán López Bravo, que se acreditó entre grandes medidas de seguridad.
La Diputación de Vizcaya nombró una comisión gestora que se encargaría de administrar el municipio hasta finalizar la legislatura en 2011. Desde ANV se pretendía que en la comisión estuviera representado el resultado de las urnas contabilizando el voto nulo como voto de ANV, pero finalmente se formó una junta gestora con personas afines al PNV. Urruzuno encabezó públicamente la oposición a la junta gestora que, además de las habituales acciones de protesta, también adoptó otras medidas como interponer demandas judiciales por la realización de plenos fuera del municipio o propugnar un boicot fiscal a los impuestos y tasas municipales. Asimismo, durante esa legislatura se produjeron ataques de kale borroka contra propiedades del presidente de la junta gestora, que tenía que acudir a los plenos escoltado por la Ertzaintza.
En 2011 la coalición electoral Bildu, que representaba entre otras sensibilidades a la izquierda abertzale, ganó las elecciones municipales en Ondárroa con mayoría absoluta. La nueva alcaldesa Argia Ituarte contrató a Unai Urruzuno como su asesor, lo que fue duramente criticado por el PNV, al tachar a Urruzuno de persona con perfil político y sin experiencia en gestión siendo ese puesto de carácter técnico.

### Parlamento Vasco
Urruzuno dio el salto a la política vasca general con la creación en 2009 de la plataforma Demokrazia Hiru Milloi, con la que la izquierda abertzale trató de presentarse a las elecciones al Parlamento Vasco de 2009. Fue uno de los impulsores de esta plataforma y figuró como candidato de la misma, pero esta candidatura fue ilegalizada al igual que había ocurrido anteriormente con otras similares en otras citas electorales.
En 2012 se presentó a las elecciones autonómicas como candidato de la coalición Euskal Herria Bildu (EH Bildu). Ocupó el puesto octavo en la lista por Guipúzcoa, logrando el escaño en la cámara vasca, y en septiembre de 2014 sustituyó a Laura Mintegi en el cargo de portavoz del grupo parlamentario de EH Bildu.